# ℃-uteコンサートツアー 2010春 〜ショッキングLIVE〜
『℃-uteコンサートツアー 2010春 〜ショッキングLIVE〜』（キュートコンサートツアー 2010はる ショッキングライブ）は、2010年3月13日から5月15日まで開催された℃-uteのコンサートツアーである。DVDは2010年7月7日発売。Blu-rayは11月24日発売。発売元はゼティマ。

## 日程
- 2010年3月13日・14日 : 松戸森のホール21
- 3月20日 : 愛知県勤労会館
- 3月27日 : Zepp Fukuoka
- 3月28日 : 神戸国際会館 こくさいホール
- 4月10日 : Zepp Sendai
- 4月24日 : 渋谷C.C.Lemonホール
- 4月29日 : 中野サンプラザ
- 5月8日・9日: なんばHatch
- 5月15日 : 静岡市民文化会館

## DVD/Blu-ray
『℃-uteコンサートツアー 2010春 〜ショッキングLIVE〜』（DVD：2010年7月7日 Blu-ray：2010年11月24日）
2010年4月29日に中野サンプラザにて行われたコンサートの模様を収録。
1. OPENING
2. SHOCK!
3. MC1
4. まっさらブルージーンズ
5. 甘い罠
6. VTR映像（メンバー紹介）
7. ★憧れ My STAR★
8. MC2
9. 四月宣言
10. Lonely girl's night（矢島舞美）
11. セブンティーンズ VOW（中島早貴・岡井千聖・萩原舞）
12. MC3
13. ダーリン I LOVE YOU（岡井千聖）
14. イメージカラー（矢島舞美・鈴木愛理）
15. 生きようぜ!
16. The Party!
17. MC4
18. ENDLESS LOVE〜I Love You More〜（萩原舞）
19. 君の戦法（中島早貴・岡井千聖・萩原舞）
20. 嗚呼 恋（鈴木愛理）
21. EVERYDAY 絶好調!!
22. MC5
23. 愛してる 愛してる（中島早貴）
24. FOREVER LOVE
25. JUMP
26. SHINES
27. MC6
28. 青春ソング
29. ENCORE:キャンパスライフ〜生まれて来てよかった〜
30. ENCORE:MC6
31. ENCORE:都会っ子 純情
32. ENCORE:夢があるから

特典映像
- 2010年4月29日中野サンプラザバックステージ映像
- 5月8日単独コンサート100回公演記念サプライズ収録、於・なんばHatch。